# 100% Wolf
100 % Wolf ist ein australischer Animationsfilm von Alexs Stadermann, der am 1. Juli 2021 in den deutschen Kinos gestartet ist.

## Handlung
Der junge Freddy Lupin stammt aus einer Familie von Werwölfen. Wie auch sein Vater es früher getan hat, soll er eines Tages das Werwolfsrudel anführen, das Freddys Heimatort beschützt. An seinem 13. Geburtstag verwandelt Freddy sich schließlich zum ersten Mal. Statt des gewünschten Wolfs wird Freddy jedoch zu einem weißen Pudel mit pinken Haaren. Nun muss er dem Rudel beweisen, dass er trotz seines hündischen Äußeren ein richtiger Wolf ist. Unterstützung bekommt er dabei von seiner Freundin Betty.

## Produktion
Der Film basiert auf dem 2009 erschienenen gleichnamigen Kinderbuch von Jayne Lyons.
In Australien erschien 100 % Wolf am 29. Mai 2020 direkt als Video on Demand.
Die Protagonisten Freddy Lupin und seine Freundin Batty werden im Original von Ilai Swindells und Samara Weaving gesprochen. In der deutschen Synchronisation wirken unter anderem Kurt Krömer und Hella von Sinnen mit.

## Serienadaption
Der US-amerikanische Sender ABC ME strahlte ab Dezember 2020 den Serienableger 100 % Wolf: Die Legende des Mondsteins aus.  Die Serie umfasst bisher 52 Folgen in 2 Staffeln. Seit Staffel 2 heißt die Serie 100% Wolf – Die Legende von Svenberg. Eine deutsche TV-Ausstrahlung erfolgte 2021 auf dem Sender Toggo Plus und ist auf kividoo als Stream verfügbar.

## Synchronisation
| Rollenname          | Englische Synchronstimme | Deutsche Synchronstimme |
| ------------------- | ------------------------ | ----------------------- |
| Batty               | Samara Weaving (Film)    | Alice Bauer             |
| Batty               | Elizabeth Nabben (Serie) | Alice Bauer             |
| Bruno               |                          | Hans-Eckart Eckhardt    |
| Cerberus            | Alexs Stadermann         | Fritz Rott              |
| Chariot             | Liam Graham              | Christian Zeiger        |
| Commander           | Jane Lynch               | Hella von Sinnen (Film) |
| Commander           | Jane Lynch               | Susanne Szell (Serie)   |
| Dolph               | Jenna Suffern            | Judith Steinhäuser      |
| Flashheart Lupin    | Jai Courtney (Film)      | Detlef Bierstedt (Film) |
| Flashheart Lupin    | Peter Mcallum (Serie)    | Felix Würgler (Serie)   |
| Foxwell Cripp       | Rhys Darby               | Kurt Krömer             |
| Freddy Lupin        | Ilai Swindells           | Patrick Baehr           |
| Freddy Lupin (Kind) | Jerra Wright Smith       | Hans Heinrich Hünnebeck |
| Hamish              | Akmal Saleh              | Joachim Kaps            |
| Harriet             | Adriane Daff             | Kaya Marie Möller       |
| Hotspur Lupin       | Rupert Degas (Film)      | Oliver Stritzel (Film)  |
| Hotspur Lupin       | Peter Mcallum (Serie)    | Nikolaus Gröbe (Serie)  |
| Hundefänger Steve   | Cam Ralph                | Gerald Schaale          |
| Hundefänger Stu     | James Marsh              | Marco Kröger            |
| Lady Hightail       | Kate Hall (Film)         | Liane Rudolph           |
| Lady Hightail       | Elizabeth Nabben (Serie) | Liane Rudolph           |
| Lord Hightail       | Michael Bourchier (Film) | Lutz Riedel             |
| Lord Hightail       | Rupert Degas (Serie)     | Lutz Riedel             |
| Mrs. Mutton         | Magda Szubanski (Film)   | Sabine Walkenbach       |
| Mrs. Mutton         | Anni Finsterer (Serie)   | Sabine Walkenbach       |
| Streuner            | Jessica Window           | Peggy Pollow            |
| Twitchy             | Loren Gray (US)          | Alina Freund            |
| Twitchy             | Sarah Harper (AUS)       | Alina Freund            |
| Cherry              | Elizabeth Nabben         | Jessica Rust            |
| Ivan Beowulf        | William Cottle           | David Turba             |
| Winslow Spectre     | William Cottle           | Lucas Wecker            |
| Aggie Bean          | Victoria Zerbst          | Anni C. Salander        |
| Wendy Smersh        | Victoria Zerbst          | Bianca Warnek           |
| Kitty Nguyen        | Lottie Guntak            | Derya Flechtner         |
| Omar Omari          | Samuel Alhaje            | Rainer Fritzsche        |
| Scarlet Jagger      | Raechelle Bannd          | Jodie Blank             |
| Beatrice Beefcheek  | Raechelle Bannd          | Julia Bautz             |
| Direktorin Pincus   | Kelly Butler             | Heide Domanowski        |
| Granny Jagger       | Kelly Butler             | Beate Gerlach           |
| Harlin Lupin        | Peter Mcallum            | Sven Brieger            |
| Ric Rawls           | Aleks Mikic              | Ricardo Richter         |
| Garth               | Cameron Ralph            |                         |